# Табакіні
Табакіні (груз. ტაბაკინი) — село в Грузії.
За даними перепису населення 2014 року в селі проживає 754 особи.